# Meliphaga cinereifrons
El mielero elegante (Meliphaga cinereifrons) es una especie de ave paseriforme de la familia Meliphagidae endémica del este de Nueva Guinea. 

## Distribución y hábitat
Se encuentra únicamente en la península papú, en el este de la isla de Nueva Guinea. Su hábitat natural son los bosques húmedos tropicales de tierras bajas.